# Рябушинский, Фёдор Павлович
Фёдор Павлович Рябушинский (1886–1910) – русский меценат, организатор научной экспедиции Русского географического общества на Камчатку в 1908–1910 годах.

## Биография
Родился в 1886 году в Москве, в купеческой семье, сын П. М. Рябушинского. Самый младший из восьми братьев Рябушинских, российских промышленников и финансистов. 
Фёдор Павлович с детства увлекался географией и охотой, мечтал о путешествиях. Но стать путешественником ему помешало слабое здоровье, очень рано у него был обнаружен туберкулёз. Когда Фёдору Павловичу исполнилось 20 лет, он пригласил профессора А. А. Ивановского прочесть ему полный университетский курс географии, антропологии и этнографии Сибири и целый год штудировал эти науки. Видимо, тогда и родилась идея отправить на Камчатку научную экспедицию. 
Со своим замыслом обратился в несколько научных учреждений Москвы и Петербурга, но поддержки не нашел. Только Русское географическое общество согласилось на участие в этой экспедиции, которая состоялась на средства Рябушинского (на экспедицию он пожертвовал 400 000 рублей, плюс 300 000 рублей было потрачено на обработку и издание материалов экспедиции) и была проведена в 1908–1910 годах. В экспедиции принимали участие многие русские учёные, в их числе океанограф Ю. М. Шокальский и картограф П. П. Семёнов-Тян-Шанский. Руководителем экспедиции был ботаник В. Л. Комаров. К сожалению, в этом мероприятии не смог участвовать сам Фёдор Рябушинский, который страдал туберкулёзом и умер в 1910 году.
В память об организаторе экспедиции она была названа его именем — экспедиция Рябушинского.
История русского землеведения не знала ни одной такой грандиозной, такой богато обставленной, выполненной с участием такого количества специалистов экспедиции, снаряжённой на частные средства.